# 外多瑙山脉

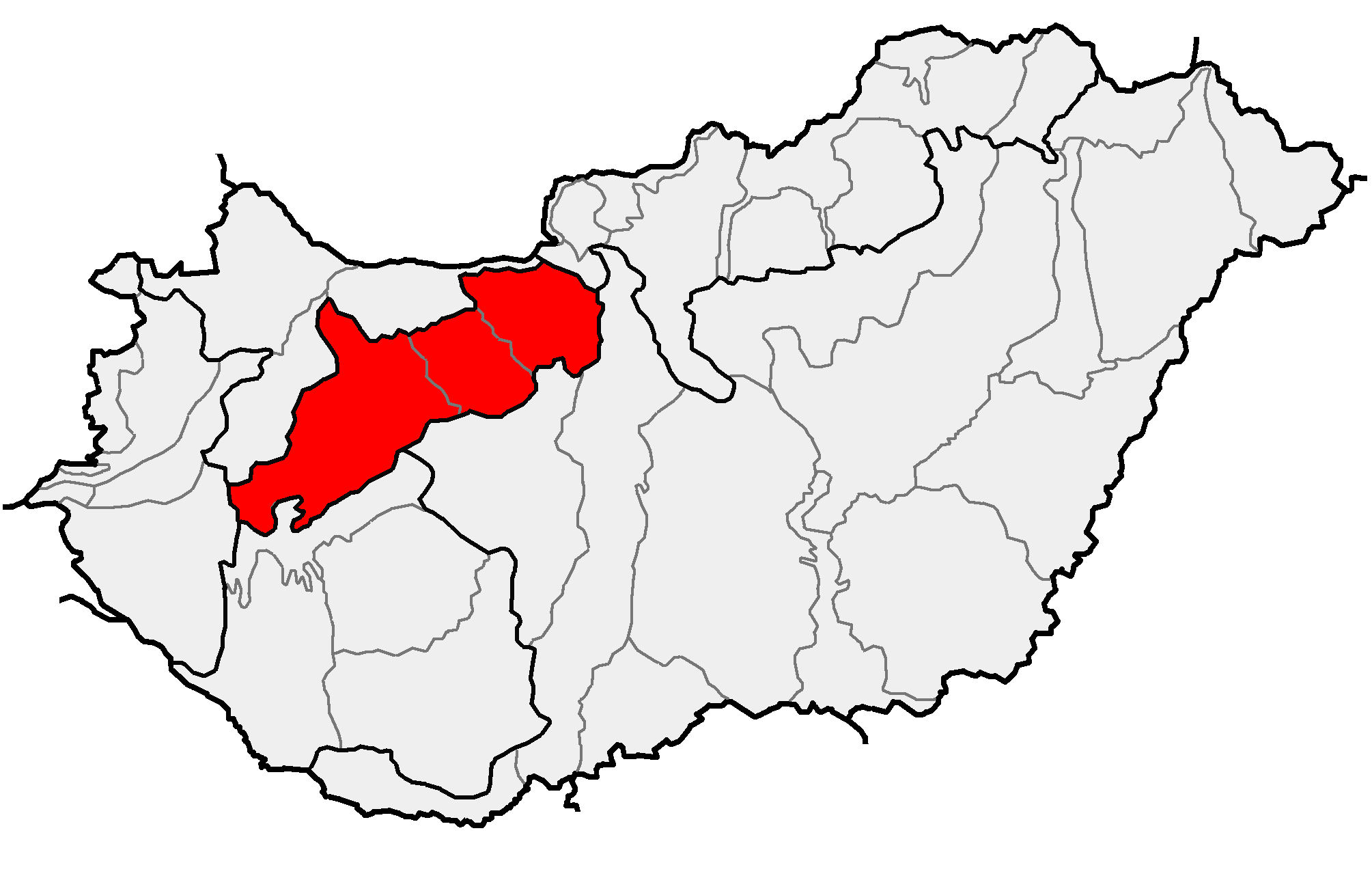
外多瑙山脉在匈牙利的位置

外多瑙山脉（匈牙利語：Dunántúli-középhegység，匈牙利語發音：[ˈdunaːntuːli ˈkøzeːphɛcʃeːg]）是匈牙利的一条山脉，面积7000平方千米，最高点为皮利什峰，海拔757米。